# Ollarianus balli
Ollarianus balli är en insektsart som beskrevs av Van Duzee 1907. Ollarianus balli ingår i släktet Ollarianus och familjen dvärgstritar. Inga underarter finns listade i Catalogue of Life.